# Tomas Salzmann

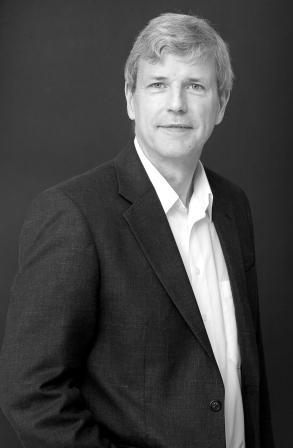
Tomas Salzmann

Tomas Salzmann, född 31 mars 1954, är en svensk direktör och moderat politiker.
Tomas Salzmann har haft uppdrag som VD för börsnoterade Graphium AB, VD för Tidningstryckarna Aftonbladet/Svenska Dagbladet, VLT Press AB och senast VD för Quebecor World Norden AB fram till 2005. Under en följd av år var han VD för SICT AB Swedbank fastighetsbyrå i Västerås innan han 2012 tillträdde som chef för enheten FSV inom Försvarets materielverk.
Han har innehaft ett flertal styrelseuppdrag som IRECO Holding AB, statens ägarbolag för de svenska industriforskningsinstituten. Varit styrelseordförande och delägare i Mostphotos AB, styrelseordförande i Mälarhamnar AB samt styrelseordförande i den tekniska produktionsstyrelsen inom Västerås kommun.Är sedan 2018 ledamot i Nya Västerås Flygplats.

## Politisk aktivitet
Salzmann var politiskt aktiv under perioden 1970 - 1986 med bland annat nio år i kommunfullmäktige i Västerås, med ett flertal styrelseuppdrag samt suppleant som riksdagsman under 1982 för tjänstledige Tage Adolfsson. Han blev åter politiskt aktiv från valet 2006 och är medlem av Västerås kommunfullmäktige från november 2006.